# Sypna decorata
Sypna decorata là một loài bướm đêm trong họ Erebidae.